# Eparchie Gorakhpur
Die Eparchie Gorakhpur (lateinisch Eparchia Gorakhpurensis) ist eine Eparchie der mit der römisch-katholischen Kirche unierten syro-malabarischen Kirche in Indien. Es ist eine Suffragandiözese des Erzbistums Agra. Die Eparchie hat ihren Sitz in der Stadt Gorakhpur und umfasst die Distrikte Gorakhpur, Maharajganj, Deoria, Basti sowie Siddharthnagar im Nordosten des Bundesstaates Uttar Pradesh.

## Geschichte
Die Eparchie wurde am 19. Juni 1984 durch die päpstliche Bulle Ex quo Divinum Concilium von Papst Johannes Paul II. aus Gebieten des Bistums Varanasi errichtet. Erster Bischof wurde Dominic Kokkat, welcher der Little Flower Congregation angehört. Die Mitglieder dieser Kongregation sind in dieser Region schon seit 1970 tätig. Als Bischof Kokkat 2006 altersbedingt von seinem Amt zurücktrat, wurde sein Ordensbruder Thomas Thuruthimattam neuer Bischof von Gorakhpur. Diesem folgte im August 2023 Mathew Nellikunnel CST.

## Bischöfe von Gorakhpur
- 1984–2006 Dominic Kokkat CST
- 2006–2023 Thomas Thuruthimattam CST
- seit 2023 Mathew Nellikunnel CST